# Chiesa di San Sebastiano

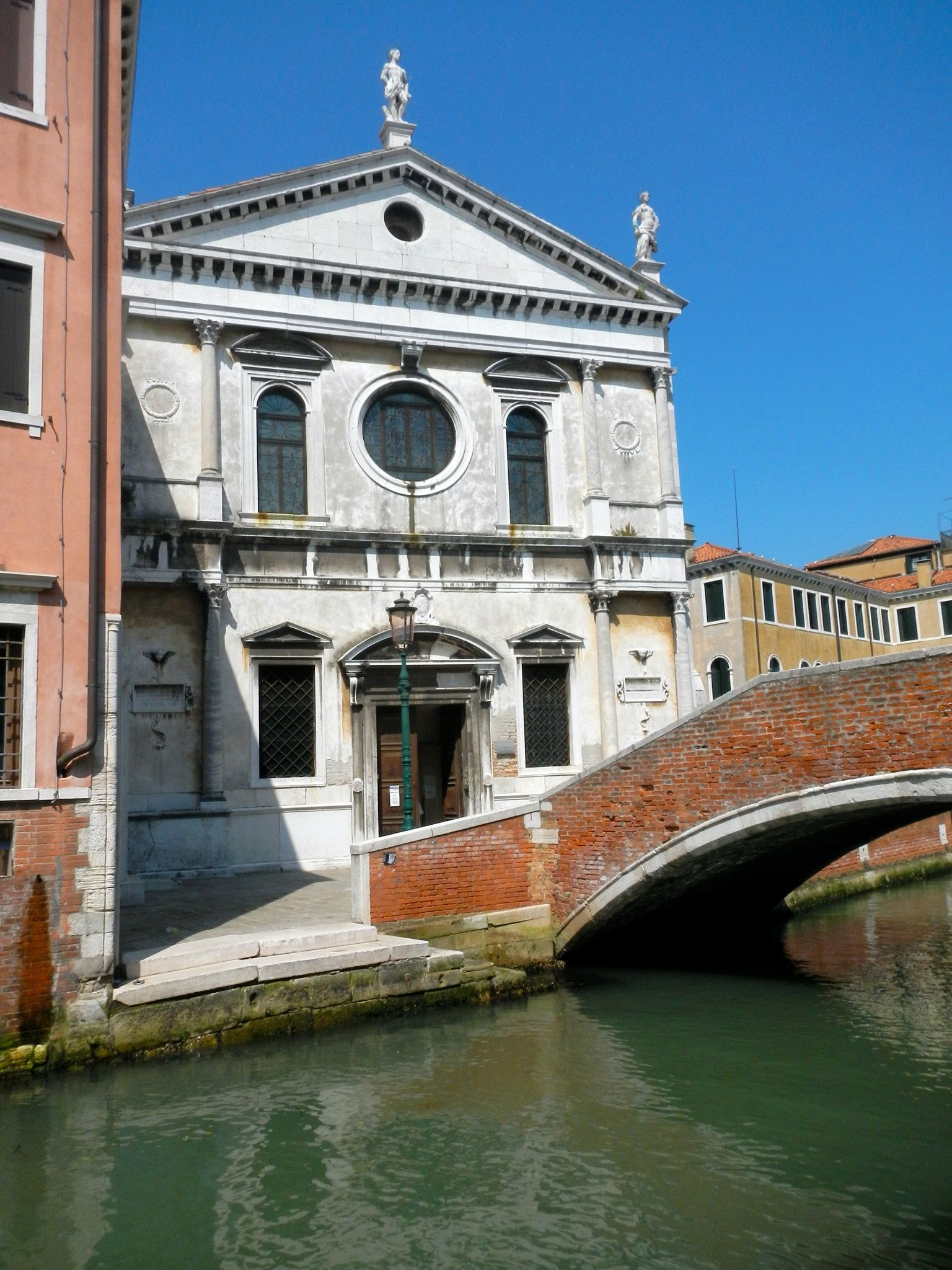
Voorgevel van de San Sebastiano aan de rio de San Basegio

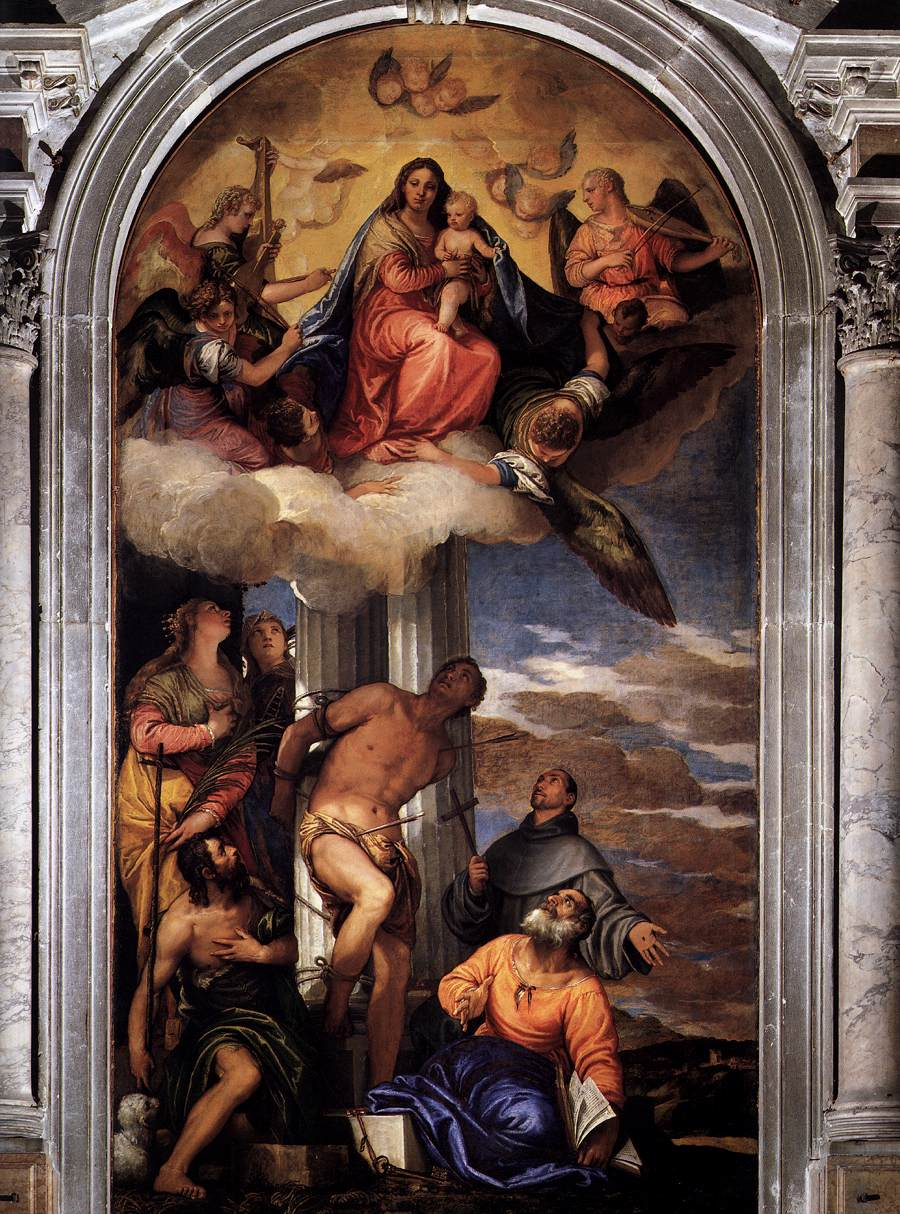
Vergine e il Bambino con Santi, e martirio di san Sebastiano van Paolo Veronese

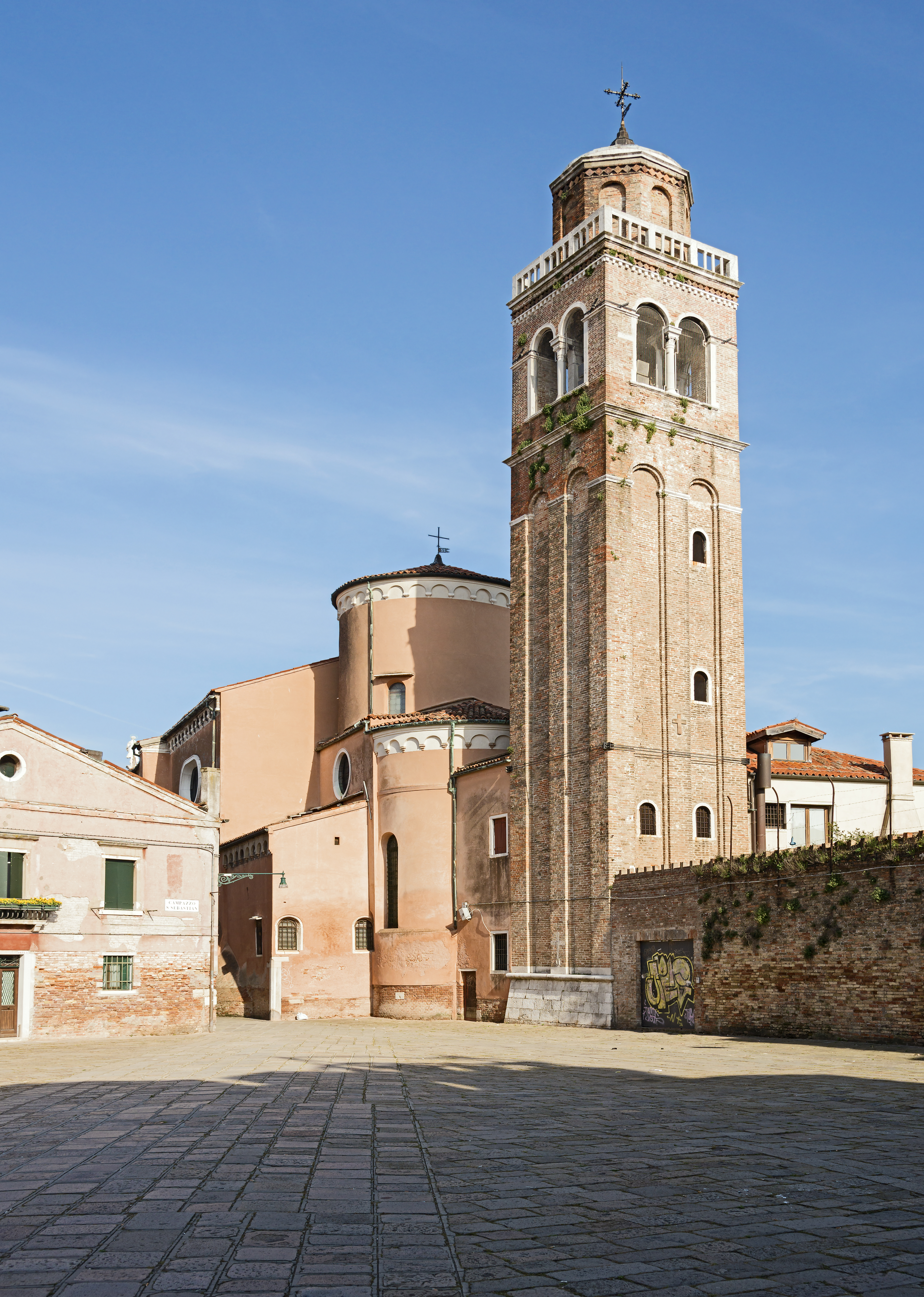
Apsis en campanile van de Chiesa di San Sebastiano

De Chiesa di San Sebastiano is een katholieke kerk in de sestiere Dorsoduro in de Italiaanse stad Venetië.  De renaissancekerk, gewijd aan de heilige Sebastiaan, is de verbouwing van een bestaande kerk, naar ontwerp van de architect Antonio Abbondi tussen 1506 en 1548. De kerk werd geconsacreerd in 1562. De kerk ligt aan een brug over een Venetiaans kanaal, ten zuiden van de brug  rio de San Basegio genoemd, noordwaarts Rio de San Sebastian, en naast het Campo San Sebastian-plein.
Op de plaats waar nu de kerk staat, stond eerder in 1393 een klein hospice gesticht door de broeders van de Congregatie van Sint-Hiëronymus. Drie jaar later werd naast het hospice het oratorium van "Santa Maria piena di grazia e giustizia" opgericht. Rond 1455 werden deze kleine gebouwen afgebroken en omgevormd tot een grote kerk gewijd aan Maria, maar ook aan San Sebastiano, als dank van de inwoners van het gebied die de pest van 1464 overleefden. Deze grote gotische kerk uit 1468 werd grondig herbouwd door Abbondi. De oriëntatie van de voorgevel veranderde met een kwartdraai en Abondi gaf het bouwwerk een klassiek karakter, met Korinthische zuilen en een fronton met daarboven drie beelden.
De kerk heeft meerdere meesterwerken van Paolo Veronese, geschilderd tussen 1555 en 1570. Er zijn vijftien grote doeken van Veronese in de kerk te bezichtigen.  San Sebastiano was zijn parochiekerk, en Veronese ligt ook begraven voor het linkerzijaltaar, bij het orgel.